# Conrad Homfeld
Conrad E, Homfeld (ur. 25 grudnia 1951 w Pinehurst) – amerykański jeździec sportowy. Dwukrotny medalista olimpijski z Los Angeles.
Startował w konkurencji skoków przez przeszkody. Największy sukces odniósł na igrzyskach w Los Angeles, zdobywając srebro w konkursie indywidualnym (wyprzedził go jedynie rodak Joseph Fargis) i złoto w rywalizacji drużynowej. W 1986 identyczne wyniki – złoto w drużynie i srebro indywidualnie – osiągnął podczas mistrzostw świata. Na obu imprezach startował na koniu Abdullah.

## Starty olimpijskie (medale)
Los Angeles 1984
- konkurs drużynowy (na koniu Abdullah) –  złoto
- konkurs indywidualny(Abdullah) –  srebro